# 安藤晃司
安藤 晃司（あんどう こうじ、1985年3月9日 - ）は、日本の総合格闘家。東京都大田区出身。血液型A型。総合格闘技ジムNEVERQUIT代表。東洋大学卒業。元LFCライト級王者。

## 経歴
2008年7月21日にGCM DEMOLITIONへ出場しシバターと対戦した。結果は1R目の2分9秒にリアネイキッドチョークで勝利した。
2013年に第3代LFCライト級王者になった。

## 戦績
| 勝敗 | 対戦相手 | 試合結果                       | 大会名         | 開催年月日    |
| ○    | シバター | 1R 2:09 リアネイキッドチョーク | GCM DEMOLITION | 2008年7月21日 |

## 獲得タイトル
- 第3代LFCライト級王座（2013年）